# Eugene Dynkin

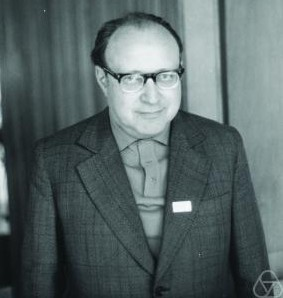
Eugene Dynkin in 1976

Eugene Borisovitsj Dynkin (Russisch: Евгений Борисович Дынкин; Jevgeni Borisovitsj Dynkin) (Leningrad, 11 mei 1924 – Ithaca, 14 november 2014) was een Russisch wiskundige. Hij heeft bijdragen geleverd aan de gebieden kansrekening en algebra, in het bijzonder halfenkelvoudige Lie-groepen, Lie-algebra's, en Markovprocessen. Het Dynkin-diagram, het Dynkinsysteem en de stelling van Dynkin zijn naar hem genoemd. 
Dynkin leefde tot 1935 in Leningrad, toen zijn vader tot 'vijand van het volk' verklaard werd en de familie werd verbannen naar Kazachstan. Op zestienjarige leeftijd, in 1940, ging Dynkin, ondanks de politieke situatie rond zijn vader, studeren aan de universiteit van Moskou. Hij hoefde niet in militaire dienst tijdens de Tweede Wereldoorlog vanwege zijn slechte ogen. Hij ontving zijn M.Sc. in 1945 en zijn Ph.D. in 1948. Hij werd assistent-hoogleraar in Moskou, maar kreeg tot 1954 om politieke redenen geen hoogleraarspost aangeboden. Zijn verdere loopbaan werd bemoeilijkt vanwege het lot van zijn vader en zijn Joodse afkomst.
In 1968 werd Dynkin gedwongen over te gaan naar het Centrale Economische en Wiskundige Instituut van de Academie van Wetenschappen van de USSR, waar hij werkte aan de theorie van economische groei en economisch evenwicht. 
Hij was aan het Instituut verbonden tot 1976, toen hij naar de Verenigde Staten emigreerde. Hij werd hoogleraar aan de Cornell-universiteit, waar hij tot op hoge leeftijd bleef werken.